# Episodi di Counterpart (seconda stagione)
La seconda ed ultima stagione della serie televisiva Counterpart, composta da 10 episodi, viene trasmessa negli Stati Unitisu Starz dal 9 dicembre 2018 al 17 febbraio 2019.
In Italia è inedita.
| n° | Titolo originale    | Titolo italiano | Prima TV USA     | Prima TV Italia |
| -- | ------------------- | --------------- | ---------------- | --------------- |
| 1  | Inside Out          |                 | 9 dicembre 2018  |                 |
| 2  | Outside In          |                 | 16 dicembre 2018 |                 |
| 3  | Something Borrowed  |                 | 23 dicembre 2018 |                 |
| 4  | Point of Departure  |                 | 30 dicembre 2018 |                 |
| 5  | Shadow Puppets      |                 | 6 gennaio 2019   |                 |
| 6  | Twin Cities         |                 | 20 gennaio 2019  |                 |
| 7  | No Strings Attached |                 | 27 gennaio 2019  |                 |
| 8  | In from the Cold    |                 | 3 febbraio 2019  |                 |
| 9  | You to You          |                 | 10 febbraio 2019 |                 |
| 10 | Better Angels       |                 | 17 febbraio 2019 |                 |